# Dombasle-en-Argonne
Pour les articles homonymes, voir Dombasle et Argonne.
Dombasle-en-Argonne est une commune française située dans le département de la Meuse, en région Grand Est.

## Géographie

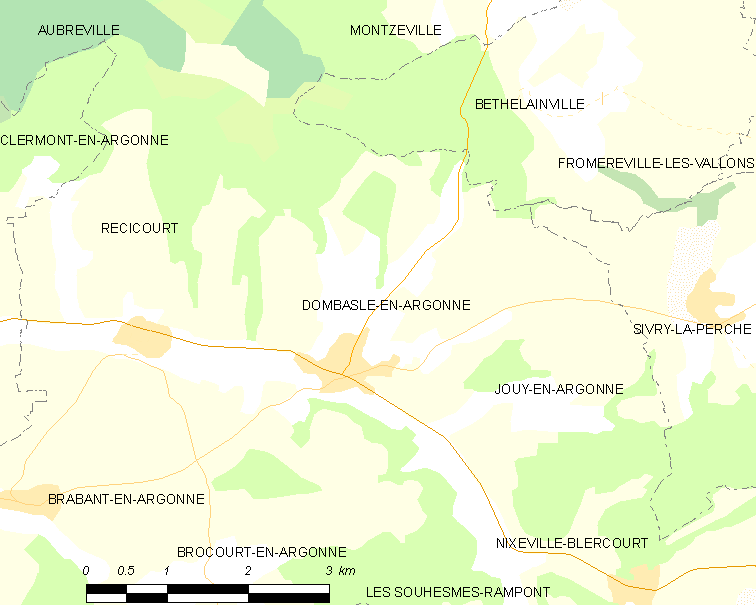
Carte de la commune.
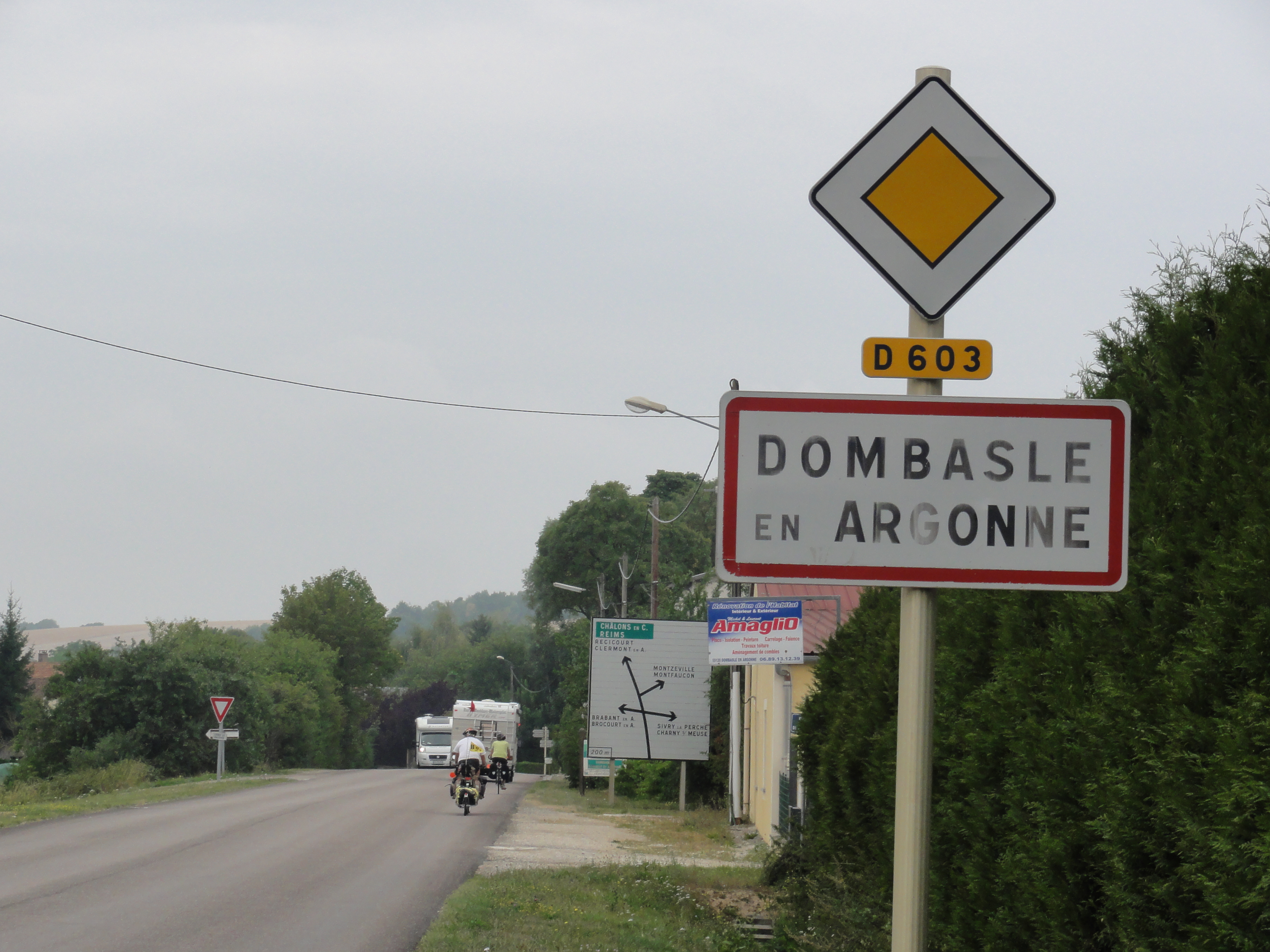
Entrée de Dombasle-en-Argonne.

### Hydrographie
La commune est dans la région hydrographique « la Seine du confluent de l'Oise (inclus) à l'embouchure » au sein du bassin Seine-Normandie. Elle est drainée par la Vadelaincourt, le ruisseau de Saussoie, la Deuille, le ruisseau de Rouvy, le ruisseau de Jouy-en-Argonne et divers autres petits cours d'eau,.
La Vadelaincourt, d'une longueur de 20 km, prend sa source dans la commune de Lemmes et se jette  dans la Cousances à Clermont-en-Argonne, après avoir traversé huit communes. 

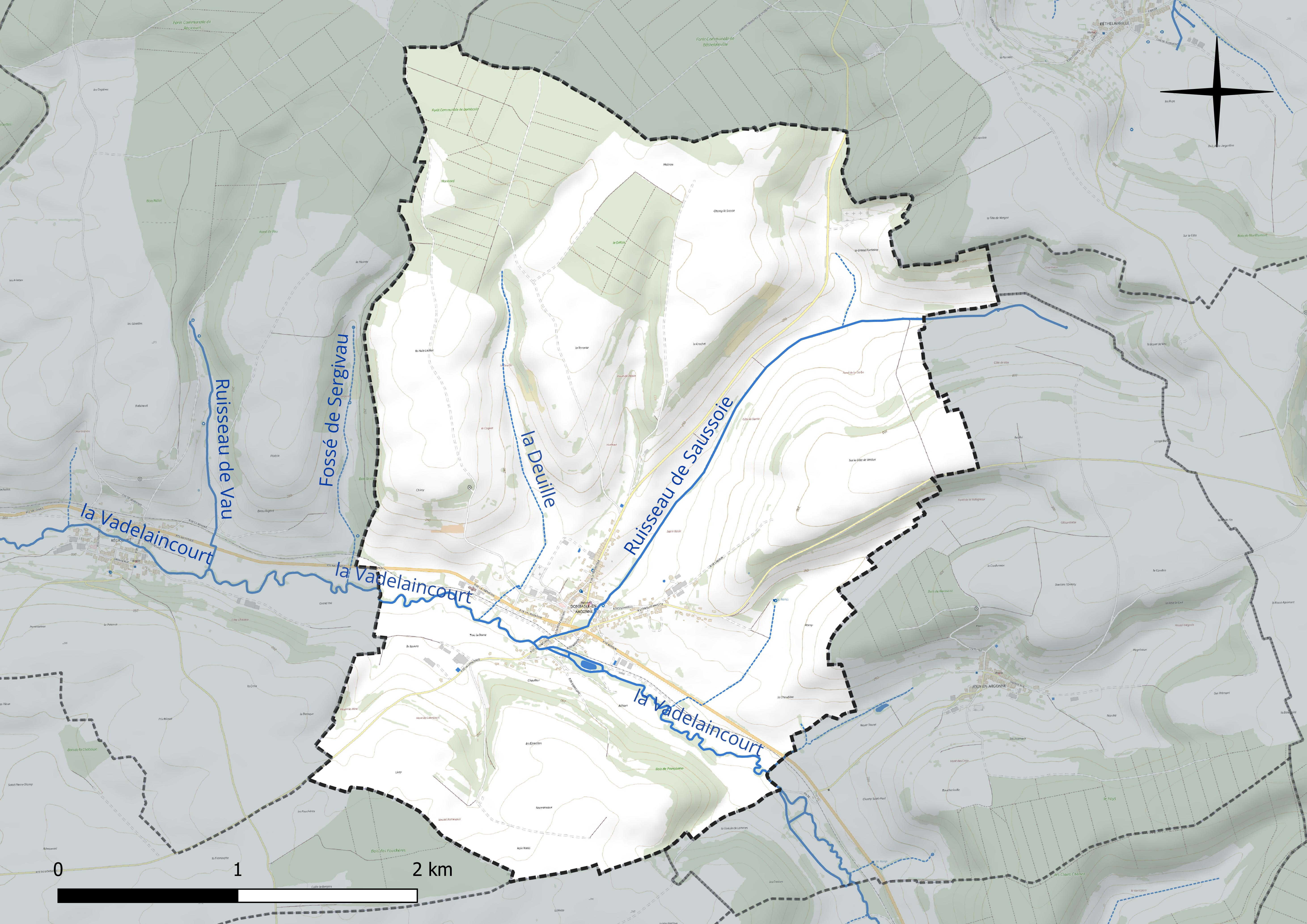
Réseau hydrographique de Dombasle-en-Argonne.

### Climat
Pour des articles plus généraux, voir Climat du Grand Est et Climat de la Meuse.
En 2010, le climat de la commune est de type climat de montagne, selon une étude du Centre national de la recherche scientifique s'appuyant sur une série de données couvrant la période 1971-2000. En 2020, Météo-France publie une typologie des climats de la France métropolitaine dans laquelle la commune est exposée à un climat océanique altéré et est dans la région climatique  Lorraine, plateau de Langres, Morvan, caractérisée par un hiver rude (1,5 °C), des vents modérés et des brouillards fréquents en automne et hiver. 
Pour la période 1971-2000, la température annuelle moyenne est de 9,9 °C, avec une amplitude thermique annuelle de 15,9 °C. Le cumul annuel moyen de précipitations est de 977 mm, avec 14,2 jours de précipitations en janvier et 9,6 jours en juillet. Pour la période 1991-2020, la température moyenne annuelle observée sur la station météorologique de Météo-France la plus proche, « Aubréville_sapc », sur la commune d'Aubréville à 8 km à vol d'oiseau, est de 10,9 °C et le cumul annuel moyen de précipitations est de 854,3 mm. 
La température maximale relevée sur cette station est de 41,8 °C, atteinte le 25 juillet 2019 ; la température minimale est de −15,7 °C, atteinte le 20 décembre 2009,,. 
Les paramètres climatiques de la commune ont été estimés pour le milieu du siècle (2041-2070) selon différents scénarios d'émission de gaz à effet de serre à partir des nouvelles projections climatiques de référence DRIAS-2020. Ils sont consultables sur un site dédié publié par Météo-France en novembre 2022.

## Urbanisme

### Typologie
Au 1er janvier 2024, Dombasle-en-Argonne est catégorisée commune rurale à habitat dispersé, selon la nouvelle grille communale de densité à sept niveaux définie par l'Insee en 2022.
Elle est située hors unité urbaine. Par ailleurs la commune fait partie de l'aire d'attraction de Verdun, dont elle est une commune de la couronne,. Cette aire, qui regroupe 103 communes, est catégorisée dans les aires de moins de 50 000 habitants,.

### Occupation des sols
L'occupation des sols de la commune, telle qu'elle ressort de la base de données européenne d’occupation biophysique des sols Corine Land Cover (CLC), est marquée par l'importance des territoires agricoles (75,8 % en 2018), une proportion identique à celle de 1990 (75,8 %). La répartition détaillée en 2018 est la suivante : terres arables (50,3 %), prairies (24,6 %), forêts (19,5 %), zones urbanisées (4,7 %), zones agricoles hétérogènes (0,9 %). L'évolution de l’occupation des sols de la commune et de ses infrastructures peut être observée sur les différentes représentations cartographiques du territoire : la carte de Cassini (XVIIIe siècle), la carte d'état-major (1820-1866) et les cartes ou photos aériennes de l'IGN pour la période actuelle (1950 à aujourd'hui).

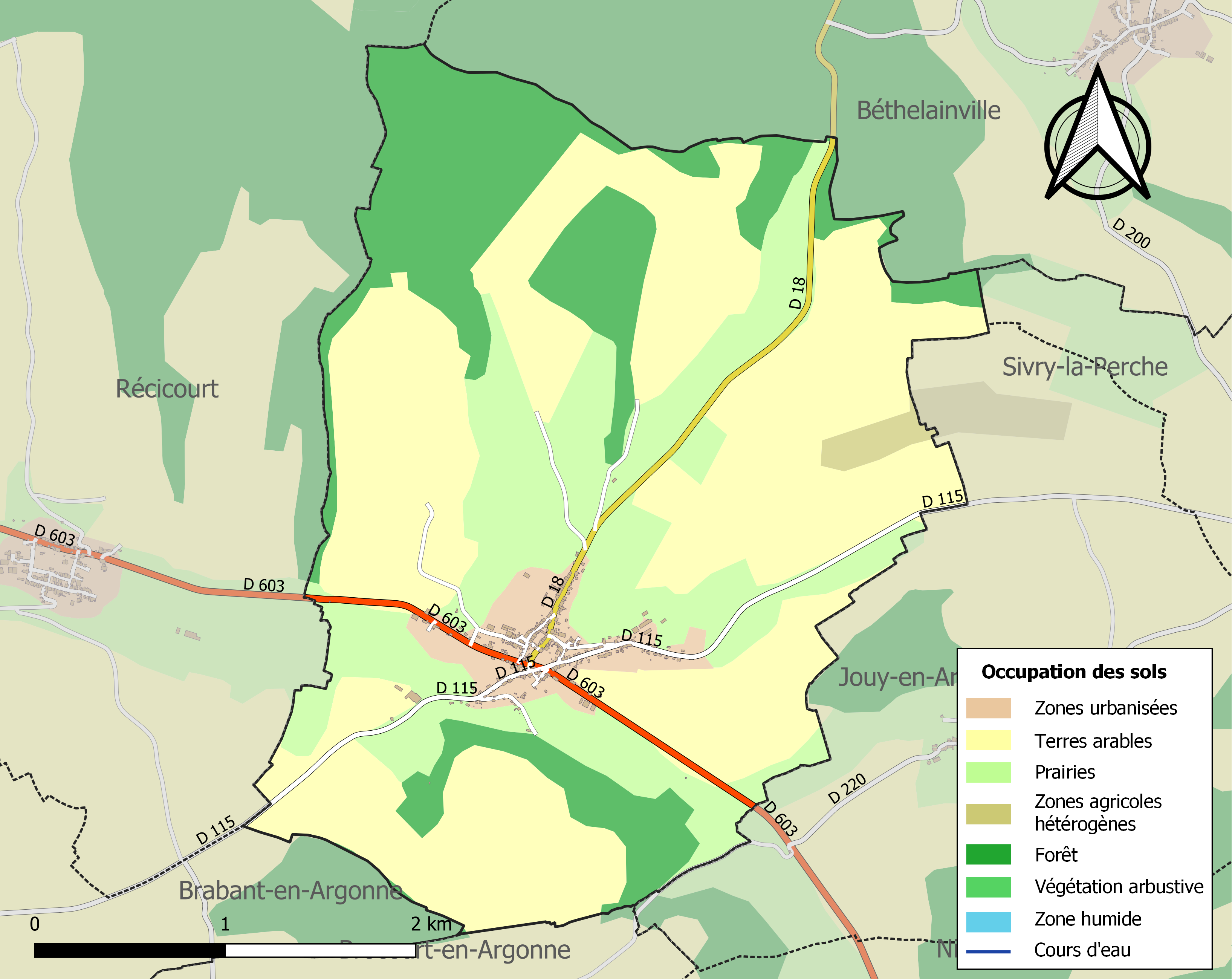
Carte des infrastructures et de l'occupation des sols de la commune en 2018 (CLC).

## Toponymie
Le nom de la localité est attesté sous les formes Dommus-Basolus (962) ; Dompbasla (973) ; Dombasla (973) ; Allodium de Damno-Basolo (1068) ; Domnobasla (1069) ; Donbale (1237) ; Dombaile (1245) ; Donbaile (1257) ; Domballe (1383) ; Dompbasle (1515) ; Dombasolus (1642) ; Dombâle (1743).

Du bas latin domnus (seigneur) et le nom d'un saint.
Dombasle est un hagiotoponyme caché qui fait référence à saint Basle de Verzy, ermite du VIe siècle.
L,Argonne est une région naturelle de la France, qui chevauche les départements de la Marne, des Ardennes et de la Meuse, à l'est du bassin parisien.

## Histoire
Seigneurie de la famille de Gourcy-Récicourt dont l'un de ses membres fut Joseph Ignace comte de Gourcy Récicourt cornette au régiment de Fouquet qui fut commandeur de l'ordre de Saint -Étienne de Toscane ainsi que chevalier de l'ordre royal et militaire de Saint-Louis.

## Politique et administration
| Période                                  | Période  | Identité         | Étiquette | Qualité |
| ---------------------------------------- | -------- | ---------------- | --------- | ------- |
| Les données manquantes sont à compléter. |          |                  |           |         |
| mars 2001                                | mai 2020 | Dominique Durand |           |         |
| mai 2020                                 | En cours | Hélène Olivier   |           | Cadre   |

## Population et société

### Démographie

#### Évolution démographique
L'évolution du nombre d'habitants est connue à travers les recensements de la population effectués dans la commune depuis 1793. Pour les communes de moins de 10 000 habitants, une enquête de recensement portant sur toute la population est réalisée tous les cinq ans, les populations de référence des années intermédiaires étant quant à elles estimées par interpolation ou extrapolation. Pour la commune, le premier recensement exhaustif entrant dans le cadre du nouveau dispositif a été réalisé en 2007.

En 2022, la commune comptait 374 habitants, en évolution de −9,88 % par rapport à 2016 (Meuse : −4,4 %, France hors Mayotte : +2,11 %).
| 1793 | 1800 | 1806 | 1821 | 1831 | 1836 | 1841 | 1846 | 1851 |
| ---- | ---- | ---- | ---- | ---- | ---- | ---- | ---- | ---- |
| 394  | 415  | 437  | 458  | 484  | 496  | 475  | 479  | 482  |

| 1856 | 1861 | 1866 | 1872 | 1876 | 1881 | 1886 | 1891 | 1896 |
| ---- | ---- | ---- | ---- | ---- | ---- | ---- | ---- | ---- |
| 480  | 486  | 483  | 494  | 494  | 518  | 515  | 529  | 510  |

| 1901 | 1906 | 1911 | 1921 | 1926 | 1931 | 1936 | 1946 | 1954 |
| ---- | ---- | ---- | ---- | ---- | ---- | ---- | ---- | ---- |
| 468  | 459  | 440  | 387  | 491  | 420  | 436  | 421  | 409  |

| 1962 | 1968 | 1975 | 1982 | 1990 | 1999 | 2006 | 2007 | 2012 |
| ---- | ---- | ---- | ---- | ---- | ---- | ---- | ---- | ---- |
| 401  | 407  | 424  | 403  | 395  | 398  | 403  | 404  | 432  |

| 2017 | 2022 | - | - | - | - | - | - | - |
| ---- | ---- | - | - | - | - | - | - | - |
| 407  | 374  | - | - | - | - | - | - | - |

## Culture locale et patrimoine

### Lieux et monuments
- L'église Saint-Basle, première de 1776, reconstruite en 1922.
- Cimetière militaire français.
- Lavoir.
- Ancienne gare.

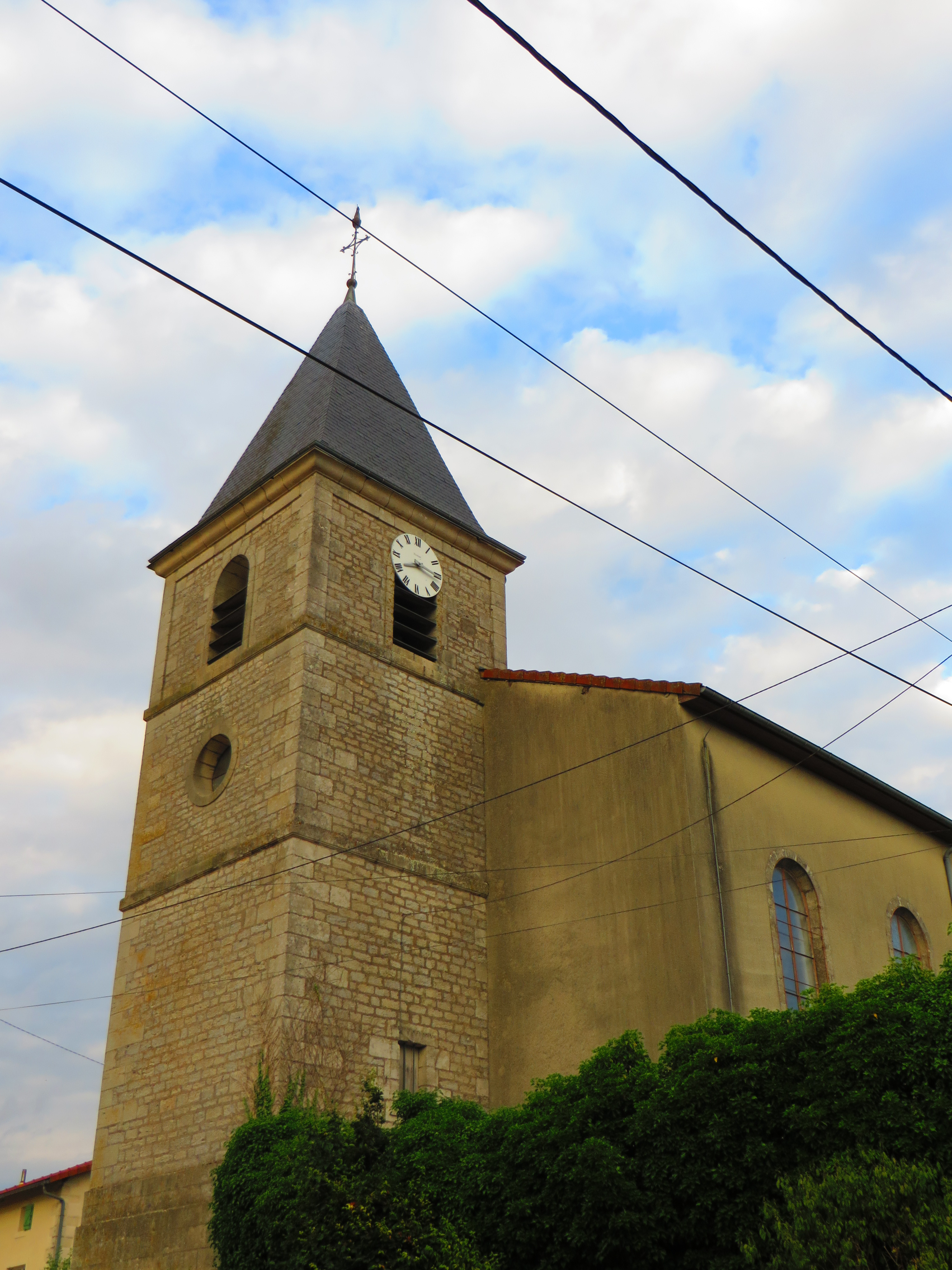
L'église Saint-Basle.
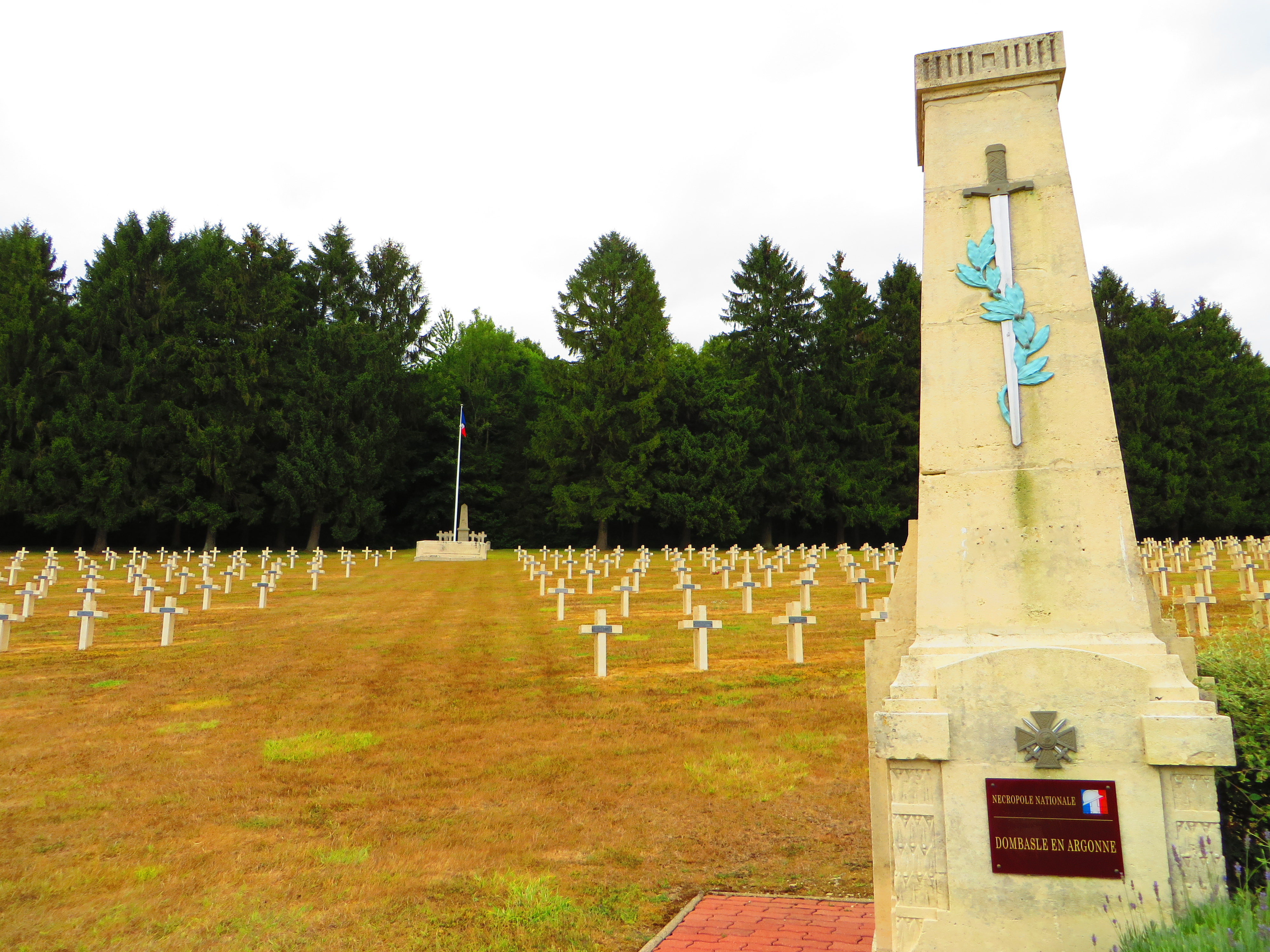
Cimetière militaire.
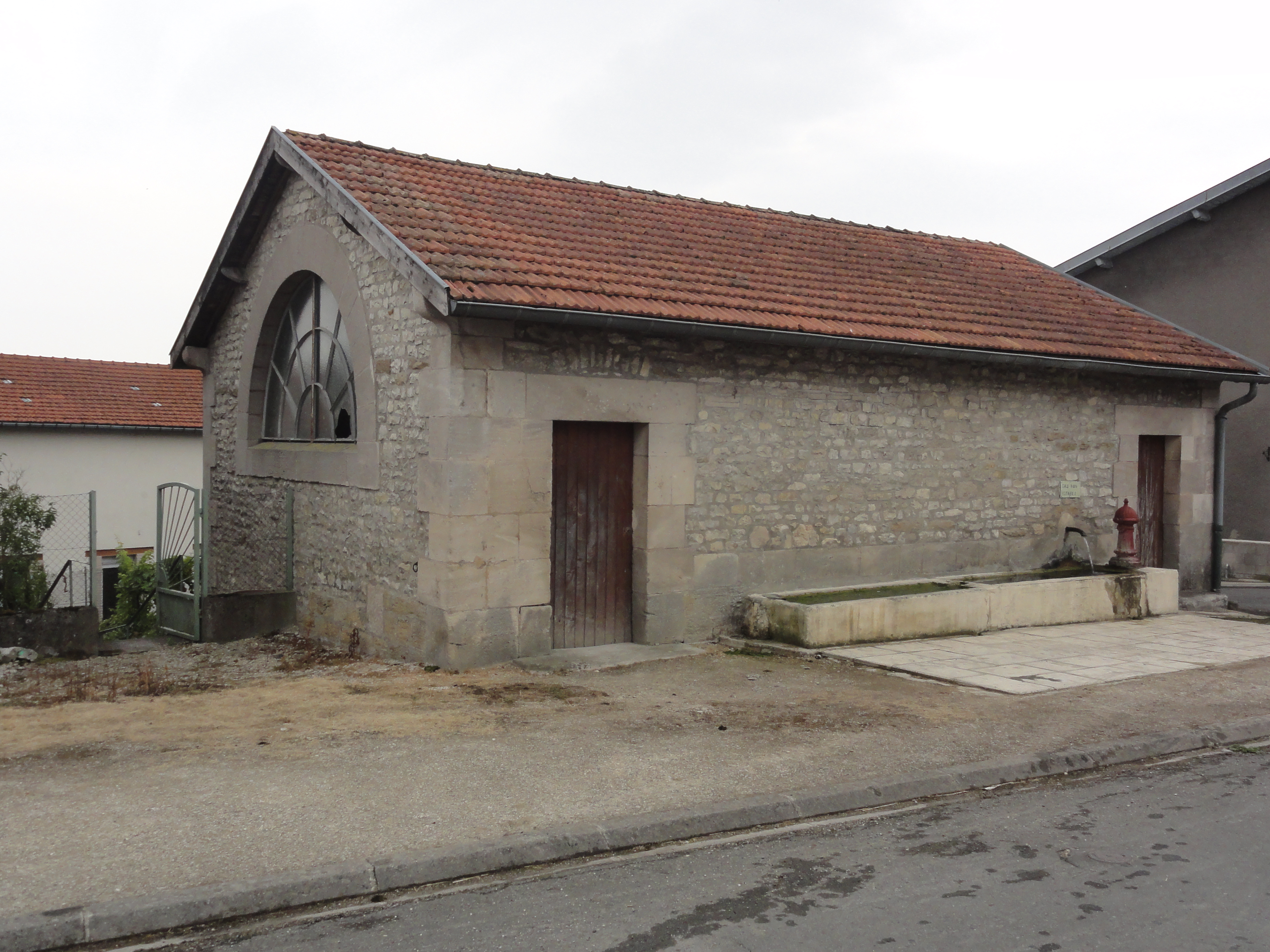
Lavoir.
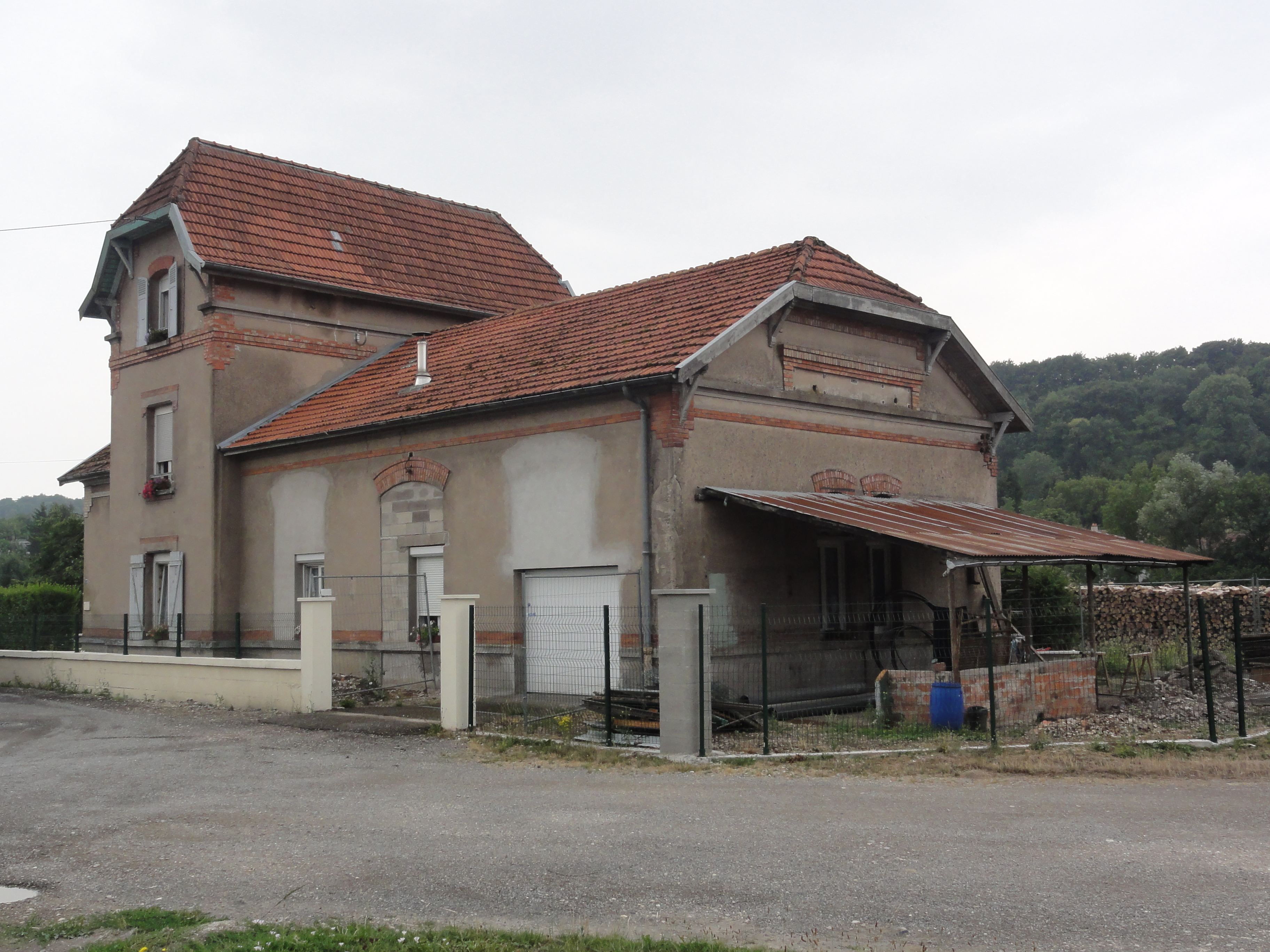
Ancienne gare.

### Personnalités liées à la commune
- Günther von Kluge, Generalfeldmarschall du Troisième Reich, soupçonné de complicité dans l’attentat du 20 juillet 1944 qui a failli coûter la vie à Hitler, commandant en chef sur le front de l'Ouest venant d’être démis de ses fonctions, s'est suicidé en approchant de la commune le 18 août 1944, alors qu'il roulait pour rejoindre Berlin.

### Héraldique
| Blason de Dombasle-en-Argonne | Blason  | D'azur, à la bande ondée d'argent chargée d'une bande ondée de gueules, surchargée d'un crosseron posé à plomb accosté de deux annelets ; accompagnée en chef d'une tête de lion et en pointe d'un épi d'orge, posé en bande, tous d'or. Ornements extérieursCroix de guerre 1914-1918 |
| Blason de Dombasle-en-Argonne | Détails | - La bale de l'orge est une arme parlante homonymique (phonétique) pour le prénom Basle, L'ondé, symbolisant une source, et la bale évoquent saint Basle qui fit son noviciat à Verzy et y décéda vers 620 après avoir évangélisé l'est de la France. Ils représentent le toponyme Dombasle du village connu au Xe siècle : Domnus Basolus en 962. Saint Basle a accompli de nombreuses actions prodigieuses souvent liées à des sources miraculeuses. L'église est vouée à ce saint. - Le crosseron est celui de la crosse de l'évêque de Verdun. Il rappelle que le village avait jadis l'évêché de Verdun pour suzerain. - La tête de lion d'or évoque les armes de la famille Desandrouin qui aurait porté (sic) : « d'argent semé d'hermines mi-partie de gueule au lion d'or armé et lampassé de même, à une bande d'azur chargée de trois étoiles d'or ». - Les deux annelets d'or sont ceux des armes de Courcy de Recicourt qui portait : « d'argent à 3 fasces de gueules accompagnées de 6 mouchetures d'hermine, au chef de gueules chargé de 3 annelets d'or ». - La seigneurie du ban Saint-Germain appartenait aux religieux de Saint Paul, à M. de Gourcy de Recicourt et à M. Desandrouins. - L'ondé évoque également la rivière de Vadelaincourt, le ruisseau de Saussois et une source autrefois vénérée par les pèlerins sous le nom de fontaine saint Didier. - L'épi souligne le caractère agricole du village et représente le silo qui s'y dresse. Création Robert André Louis et Dominique Lacorde, adoptée le 2 avril 2021, Mme Hélène Olivier étant maire. |